# Sapromyza indigena
Sapromyza indigena är en tvåvingeart som beskrevs av Becker 1908. Sapromyza indigena ingår i släktet Sapromyza och familjen lövflugor. Inga underarter finns listade i Catalogue of Life.